# Manu Fullola
Manuel Fullola de Hériz (n. Barcelona, España; 27 de noviembre de 1978) es un actor español.

## Biografía
Estudió en el Liceo Francés de Barcelona, donde inició sus primeros pasos en el mundo del teatro amparado y dirigido por el profesor de teatro Gerard Escamilla. Interesado por el mundo artístico en todas sus facetas (la canción, la escritura), estudió interpretación en el Instituto del Teatro de Barcelona. Allí interpretó, en los montajes internos del Institut, diversas obras como L'hort dels cirerers, Don Gil de Alcalá o Les troianes. También interpretó, con un grupo de debutantes del AIET, la obra Sade 1 en julio de 1997, bajo la dirección de Pau Guix y Xavier Padullés. En el año 1998 aparece como protagonista en el videoclip del grupo catalán Sopa de Cabra, "El far del sud". 
A principio de nuevo siglo estrenó en Cataluña la obra teatral Don Juan o El festí de pedra, en el marco del Festival Grec 2001. En dicha representación, que inauguraba el festival, fue su debut profesional, el intérprete trabajo junto a actores como Lluís Homar y Jordi Boixaderas. En los meses siguientes la obra se paseó por toda Cataluña.  
Debutó en la televisión catalana TV3 en un corto papel en la teleserie El cor de la ciutat, ya que, al poco tiempo, la directora de casting Carmen Utrilla le seleccionó para algunos capítulos de la serie Al salir de clase, con lo que dio el salto a las emisiones nacionales. Al finalizar esta serie recorrió toda España en verano y otoño de 2002 con una obra musical, Fashion, Feeling, Music, protagonizada por actores de aquella serie como Olivia Molina o Fran Perea, donde interpretaba diversos números musicales.
A estos trabajos se sumaron su participación en el corto de Patricia Font Duna y el ogro, donde incorporaba a un cazador, y breves apariciones en la película Manjar de amor (a las órdenes de Ventura Pons) y en la serie Hospital Central. Asimismo inició una carrera internacional con el rodaje de  Las maletas de Tulse Luper (dirigida por Peter Greenaway); y la película italiana Navidad en el Nilo en torno a una familia que realizaba el crucero por el río al cual se aludía en el título.
Boca a Boca producciones -para los cuales había trabajado previamente en Al salir de clase- le contrataron para un papel fijo en la serie El comisario. En ella daba vida al agente Joserra García Arregi, quien hacía su primera aparición en pantalla en el atraco a un banco donde quedaba secuestrado camino a su lugar de trabajo. Fullola interpretaba a un personaje compulsivo, que debía aprender a aceptar (y apoyar) la homosexualidad de su primo Dani (Iván Sánchez), quien se veía en peligro por culpa de un militar que violaba en plena noche a los gais del barrio de San Fernando. En esa primera temporada Joserra García demostraba su carácter impulsivo con las mujeres, sus nervios. En opinión del propio Fullola el personaje demostraba un mayor control sobre sus actos cuando llevaba uniforme que cuando se despojaba del mismo.  En la siguiente temporada, el agente se veía en apuros económicos (hasta el punto de aceptar el puesto de vigilante en un casino) y protagonizaba una historia trágica con la agente Ángela (Pilar Punzano). 
Concluida su labor en la serie, Manu Fullola regresó a Cataluña. Liberado de sus compromisos televisivos, protagonizó la película La monja (Luis de la Madrid), cinta de terror en torno a los asesinatos de unas monjas. Teté Delgado y Natalia Dicenta fueron algunas de sus compañeras de reparto. 
Acto seguido rodó  The Conclave, producción alemana rodada en Canadá, sobre la fumata blanca que dio el poder papel al papa anterior a Alejandro VI, el Rodrigo Borgia que él interpreta como protagonista en la cinta, aún joven cardenal. Rodrigo Borgia. Fue estrenada en Berlín en noviembre de 2007. También representó, en otoño de 2005, el personaje principal de Mamet: veritat-mentida en el Teatre Lliure de Barcelona, bajo la dirección de Emilià Carrilla.
En 2006 Manu Fullola retomó su carrera televisiva. Primero como actor episódico en la serie Génesis, en la mente del asesino. Allí encarnó a un joven, hijo ilegítimo del Padre Salgado (Mariano Venancio), que se dedicaba a asesinar a aquellos que consideraba impuros. Más tarde pasó a formar parte del elenco principal de Amar en tiempos revueltos. En esta última defendió el papel de Marcos de la Cruz, un niño que se crio en un orfanato con Ernesto (Iago García), y que defendió a la II República hasta el punto de tener que alistarse en la División Azul para borrar su pasado. En plenos años cuarenta, mal pagado por su profesión como plumilla del periodista Armando Pavón (Javier Román), se enamoraba de una aspirante a cantante llamada Elisa (Inma Cuesta) con la mala fortuna de que Ernesto también veía en ella su futura mujer. Cuando por fin lograba iniciar una relación con Elisa, Ernesto ideó una trampa para meterle en la cárcel, donde apunte estuvo de morir, mientras disfrutaba del apoyo de sus amigos Marcelino (Manuel Baqueiro), el Padre Ángel (Marco Martínez) Sole (Ana Villa) y Fermín (Óscar Velado). Cuando lograba salir -gracias a otra estratagema de Ernesto- debía empezar de nuevo, sin poder ejercer como periodista por culpa de su pasado ideológico. De esta manera Amar en tiempos revueltos volvía a reincidir en el perfil de los papeles interpretados por Fullola: el joven en busca de su propia identidad, de su lugar en el mundo. 
Su prestación en la serie le facilitó acudir a actos como la gala que celebraba el aniversario del nacimiento de Televisión Española como la presentación de la novela de Adolfo Puerta, Azucena de noche, que fue promocionada como complemento a Amar en tiempos revueltos.
Confirmando su proyección internacional, Manu Fullola aparece en una de las películas para adolescentes de la factoría Disney con el objetivo de difundir su ciudad, Barcelona. Interviene en un corto papel de presentador de un festival de canciones en The Cheetah Girls 2, cinta estrenada en televisión en 2006.
En enero de 2009 se estrenó en España Cartas a Jenny, coproducción argentina en la que representa a un joven cantautor español e interpreta una canción propia, "Morena".
A principios de 2008 filmó, entre París y Barcelona, una serie en dos episodios, Allò era vida o Ah, c'était ça la vie, una coproducción francocatalana, entre Televisió de Catalunya, France2, Distinto Films y Flach Film. Dirigida por Frank Appréndeis, nos muestra la vida de un grupo de jóvenes franceses durante la segunda mitad de los 50. El guion, incluso algo autobiográfico, es de Jorge Semprún. Los principales intérpretes son, junto a Manu Fullola, los franceses Raphaël Personnaz y Arnaud Apprederis y la catalana Laura Mañá. La explosión de la música jazz sirve de excusa para presentarnos a unos jóvenes cultos, del partido comunista, que se encuentran en proceso de movilización política. 
Durante el verano de 2008 intervino en las representaciones de La herencia de Pantaleone o Venecia salvada de las aguas en diversos festivales de teatro de verano como Cáceres, Alcalá de Henares u Olite. La compañía era Venezia InScena, que puso en escena de la mano de Adriano Iurissevich a Pantalone, Arlecchino, Pulcinella, Enamorados, Capitanes y Doctores, quienes mezclan dialectos italianos provocando un juego multilingüístico. Junto a Manu Fullola intervenían diversos actores italianos como Francesca Bindelli, Linda Bobbo, Chiara Favero, Marco Marangon, Alessio Nardin, Nicola Olivieri, Pablo Torregiani, y la española Muriel Sánchez.
Entre enero y marzo de 2009 grabó Ojo por ojo, coproducida por Rodar y Rodar para TVE y TV3 y pasada en prime time en ambas cadenas entre abril y junio de 2010; está dirigida por Mar Targarona y rodada en Barcelona. Se trata de una miniserie recreará los acontecimientos que se dieron en la capital catalana tras la Primera Guerra Mundial, eso sí enmarcándolos en una historia de ficción en la que dos hermanos luchan por sus derechos. Uno de ellos será asesinado y el otro decidirá vengar su muerte convirtiéndose así en un líder anarquista.
Manu Fullola está acompañado de Lluis Homar y de Núria Gago, entre otros. Ojo por ojo está escrita por Isaac Palmiola y Eduard Rodrigo.
Manu encarna a Enric Serra, un obrero que trabaja en la fábrica del Señor Torrents (Homar). Su hermano Isidre lidera una huelga que hará perder mucho dinero a la familia del empresario. A la salida de la fábrica, Enric contempla cómo su hermano es asesinado, de ahí que se una a un grupo de acción para vengar la muerte de Isidre. Su objetivo es acabar con el dueño de la empresa al tiempo que empieza una vida al margen de la ley. Enric se convierte en el líder natural de los anarquistas. Tras conseguir matar al dueño de la fábrica, los hijos del empresario responden con la ayuda de los pistoleros del Sindicato Libre, que acaban con la mayoría de los miembros del grupo de Enric. Como respuesta, e impulsado por la necesidad de conseguir dinero y armas, Enric secuestra a Eulalia (Gago), la hermana pequeña de los Torrents, por la que piensa pedir un valioso rescate. Pero durante el cautiverio surgirá el amor entre Enric y Eulalia, en una época en que la única alternativa es matar o morir.
Entre 2009 y 2010 Manu Fullola intervino esporádicamente en dos series de televisión. En 2009 lo hizo en un episodio de Tretze anys i un dia, sitcom de éxito en TV3, ideada e interpretada por Joan Pera. En 2010 apareció en dos episodios de Acusados, en los que interpretaba el papel de Rubén.
La novena y última temporada de Los hombres de Paco (enero-abril de 2010) contó con la colaboración de Manu Fullola interpretando a un asesino en serie (el Caníbal) que marca toda la trama de esta temporada. Su caracterización, su mirada y su voz sobresaltaron a los espectadores, llegando a invadir la serie el terror cada vez que aparecía.
En febrero de 2010 Manu Fullola fue uno de los actores que entregaron algunos de los premios otorgados en la II Gala de los Premios Gaudí, otorgados por la Acadèmia del Cinema Català.
En noviembre de 2010 Manu Fullola participó en la filmación de Patria. Es una película-documental de creación para la Televisión Central de Rusia, dirigida por el moscovita de madre vasca y padre lituano Alguis Arlauskas, afincado en Bilbao desde 2001 y realizada por la productora rusa Artium, en colaboración con Imval Producciones de Madrid. El film se rodó entre Artzeneiga (Álava) y Moscú. En ella se cuenta la historia de la vida de la ceutí África de las Heras, que durante décadas ejerció cómo espía de la Unión Soviética en Latinoamérica y Europa, y tuvo relación directa con el asesinato de León Trotski. En realidad ella era una joven comunista muy interesada en la política, que se fue metiendo de lleno en este mundo; la NKVD la reclutó y la convirtió en espía para conseguir todo lo que se pudiera sobre Trotski y hacer que éste no interfiriera en la vida de Stalin. Hay una historia de amor entre África (Estrella Zapatero) y Ramón Mercader, el comunista catalán que asesinó a León Trotski, papel que interpreta Manu Fullola. En realidad viven casi toda la vida separados para no ser reconocidos. De hecho esta relación es la clave del posterior asesinato, ya que, por interés al principio y después por amor, África entabla una relación con el guarda de la casa de Trotski que acabará facilitando el acceso de Ramón a la casa del líder ruso.
En el último trimestre de 2010 Manu Fullola intervino en el rodaje de la primera temporada de Ángel o demonio, estrenada en Telecinco en febrero de 2011. Se trata de una serie de ficción en la que se plasma la eterna lucha entre las fuerzas del bien y del mal en nuestros días. Es una producción de Plural Entertainment para Cuatro, pese a que luego ha pasado al ámbito de Telecinco, creada por D. C. Torallas y Joaquín Górriz (Hay alguien ahí). Manu Fullola (Natael) encarna a un ángel protector de la protagonista, la actriz Aura Garrido (Valeria Gascón), una joven que descubre que es un Ángel. Él le ayudará a enfrentarse a los Caídos, seres que viven en sociedad, como humanos corrientes, pero que siempre buscan la forma de hacer el mal. Su misión será la de proteger las almas que los Caídos tratan de arrebatarle. Se estrenó en Telecinco en febrero de 2011.
También se estrenó poco antes, en enero de 2011, la serie de ficción Operación Malaya, que constaba de dos capítulos. En ella Manu Fullola interpreta el papel del juez Mejías, uno de los implicados en el caso marbellí. De hecho se aborda, huyendo de sensacionalismos de la prensa rosa, uno de los sumarios judiciales más mediáticos de los últimos años, la investigación sobre la trama de corrupción urbanística en el ayuntamiento de Marbella. Dirigida por Manuel Huerga, con guion de Carlos Molinero y producida para TV1 por Mediapro, está protagonizada por Javier Rey, en el papel del juez Torres, y cuenta, además de Manu Fullola, con las contribuciones de Francesc Albiol, Juanjo Cucalón, José A. Bengoetxea, Javier Mora, Fernando Albizu, Mariola Ruiz y Mar Saura, entre otros.
En otoño de 2011, participó en el rodaje del largometraje Tengo ganas de ti, dirigida por Fernando González Molina, y protagonizada por Mario Casas y Clara Lago. 
En invierno de 2011, decide desplazarse a París para participar en la producción teatral La photo de papa, de Stéphan Wojtowitcz, dirigida por la directora francesa Panchika Vélez. Durante ese período, giraría con la obra por diversas localidades francesas. 
Regresa y se instala en Barcelona en marzo de 2012. 
Esa primavera participa en la serie de Telecinco El don de Alba. 
Ese verano participa en el cortometraje Aigua gelida, dirigido por Ferran Mendoza Soler, interpretando al capitán de un velero que vara en la cala de la Costa Brava que da título al corto. 
En mayo de 2013 se incorporará a la serie internacional de TV  Borgia, producida por Film United y Canal+ Francia. Creada por Tom Fontana, la serie relata la juventud de Cesare Borgia junto a su padre Rodrigo Borgia y el resto de su poderosa familia. En Ella interpretará el papel de Vitellozzo Vitelli, un estratega Italiano al servicio de la armada de Cesare. La serie sería dirigida, entre otros por Christoph Schrewe -director bajo las órdenes del cual Manu ya trabajó en The Conclave- o Metin Hüseyin, y contaría con actores de la talla de Mark Ryder, John Doman, Paul Brennen o Madalina Diana Ghenea. 
Su participación en cinco capítulos de la serie durará hasta otoño de 2013. 
En verano de 2014 se incorpora al elenco de la película estadounidense Risen, dirigida por Kevin Reynolds y protagonizada por Joseph Fiennes y Cliff Curtis. El largometraje cuenta la historia de la resurrección de Jesucristo desde la mirada primero inquisitiva y luego desconcertada de un tribuno romano. En él Manu interpreta a Mateo el Evangelista.
En la primavera de 2015 participa en un episodio de la serie de Atresmedia Velvet.
Meses después se incorporará a la serie diaria de TVE Seis hermanas, donde interpretará a Alonso de Zúñiga, un piloto ingeniero del ejército español. Coincidirá con colegas de profesión como Marta Larralde, Joaquín Climent, Fernando Andina o Vicky Peña, entre muchos otros. Su incursión en la serie se repetirá un año después, en verano de 2016. 
En diciembre de 2015 se incorpora a la producción teatral L'Avar, de Molière, producida por Focus, representada en el Teatre Goya, y protagonizada por el cómico Joan Pera. la producción, entre temporada en el teatro y gira, tomará un año entero, finalizando en diciembre de 2016. 
Meses después se incorporará al thriller televisivo Nit i dia, producción de tvc y mediapro, creada y escrita por Lluis Arcarazo, Jordi Galceran y Oriol Paulo, y dirigida por este último y Manuel Huerga.
En primavera de 2017, participa en el piloto de la serie alemana Barcelona Krimi, dirigida por Jochen Alexander Freydank.

## Formación
- Liceo Francés de Barcelona.
- Instituto del Teatro de Barcelona

## Filmografía

### Televisión

#### Series de televisión
| Años        | Serie                            | Cadena          | Personaje                           | Episodios     |
| ----------- | -------------------------------- | --------------- | ----------------------------------- | ------------- |
| 2023        | Las invisibles                   | SkyShowtime     | Claudio                             | ¿? episodios  |
| 2020        | Madres, amor y vida              | Mediaset España | Adrián                              | 6 episodios   |
| 2020        | La valla                         | Antena 3        | Enrique Jiménez                     | 13 episodios  |
| 2016        | La sonata del silencio           | TVE             | Juan                                | 1 episodio    |
| 2015        | Seis hermanas                    | TVE             | Alonso                              | 7 episodios   |
| 2015        | Velvet                           | Antena 3        | Miguel Serrano                      | 1 episodio    |
| 2014        | Borgia                           | Canal+          | Vitellozzo Vitelli                  | 5 episodios   |
| 2013        | El don de Alba                   | Telecinco       | Santi                               | 1 episodio    |
| 2011        | Águila Roja                      | TVE             | Duque de Noreña                     | 2 episodios   |
| 2011        | Ángel o demonio                  | Telecinco       | Nathael                             | 22 episodios  |
| 2010        | Los hombres de Paco              | Antena 3        | El Caníbal                          | 10 episodios  |
| 2010        | Aída                             | Telecinco       | Roberto "Rober"                     | 1 episodio    |
| 2010        | Acusados                         | Telecinco       | Rubén                               | 2 episodios   |
| 2009        | 13 anys i un dia                 | TV3             |                                     | 1 episodio    |
| 2006 - 2007 | Amar en tiempos revueltos        | Antena 3        | Marcos de la Cruz                   | 221 episodios |
| 2006        | Génesis, en la mente del asesino | Cuatro          | Sergio / Roberto                    | 2 episodios   |
| 2003 - 2005 | El comisario                     | Telecinco       | José Ramón "Joserra" García Arregui | 40 episodios  |
| 2002        | Hospital Central                 | Telecinco       | Julio                               | 1 episodio    |
| 2002        | Al salir de clase                | Telecinco       | Tomé                                | 42 episodios  |
| 2001        | El cor de la ciutat              | TV3             | Puntí                               | 1 episodio    |

#### Miniseries
| Año  | Serie                  | Cadena | Personaje   | Notas       |
| ---- | ---------------------- | ------ | ----------- | ----------- |
| 2011 | Operación Malaya       | TVE    | Juez Mejías | 2 episodios |
| 2010 | Ojo por ojo            | TVE    | Enric       | 2 episodios |
| 2009 | Ah, c'était ça la vie! | TV3    | Eduardo     | 2 episodios |

### Películas

#### Largometrajes
- Manjar de amor (2002)
- Navidad en el Nilo (2002)
- Las maletas de Tulse Luper (2002)
- El coche de pedales (2002)
- La monja (2005)
- The Conclave (2005)
- The Cheetah Girls 2 (2006)
- Cartas para Jenny (2006)
- Patria (2010)
- Tengo ganas de ti (2012)
- Risen (2014)
- Llegaron de noche (2022)

### Teatro
- Sade 1 (1997)
- L'hort dels cirerers (2001)
- Don Gil de Alcalá (2001)
- Don Juan o El festí de pedra (2001)
- Fashion, Feeling, Music (2002)
- Mamet: veritat-mentida (2005)
- La herencia de Pantaleone o Venecia salvada de las aguas (2008)

- Datos: Q3844955